# Zbrojovka Z 18
Zbrojovka 4/18 HP (Z 18) – samochód osobowy klasy niższej średniej produkowany przez czechosłowackie przedsiębiorstwo Zbrojovka Brno w latach 1926–1930, potocznie nazywany Zetką. Napędzany był silnikiem dwusuwowym o pojemności 1 litra. Wyprodukowany w liczbie ok. 2600 sztuk.

## Historia i opis modelu
Samochód został zaprezentowany przez przedsiębiorstwo zbrojeniowe i przemysłu maszynowego Zbrojovka Brno na salonie samochodowym w Pradze we wrześniu 1926 roku. Był on pierwszym masowo produkowanym samochodem firmy Zbrojovka i zarazem pierwszym noszącym markę: „Z”, popularnie określaną w Czechosłowacji (i Polsce) jako „Zetka”. Zbrojovka wcześniej produkowała jedynie nieudany małoseryjny samochód Disk, z zawodnym przeniesieniem napędu za pomocą przekładni ciernych. Nowy konstruktor firmy inż. František Mackrle zaprojektował w 1925 roku nowy samochód klasycznej konstrukcji, z przeniesieniem napędu na tylną oś za pomocą wału. Prototyp otrzymał oznaczenie Z 26, od przewidywanego roku produkcji. Opracowano dwie wersje, z silnikiem dwusuwowym o pojemności 750 albo 1000 cm³, z których zarząd firmy wybrał do produkcji model z silnikiem litrowym.

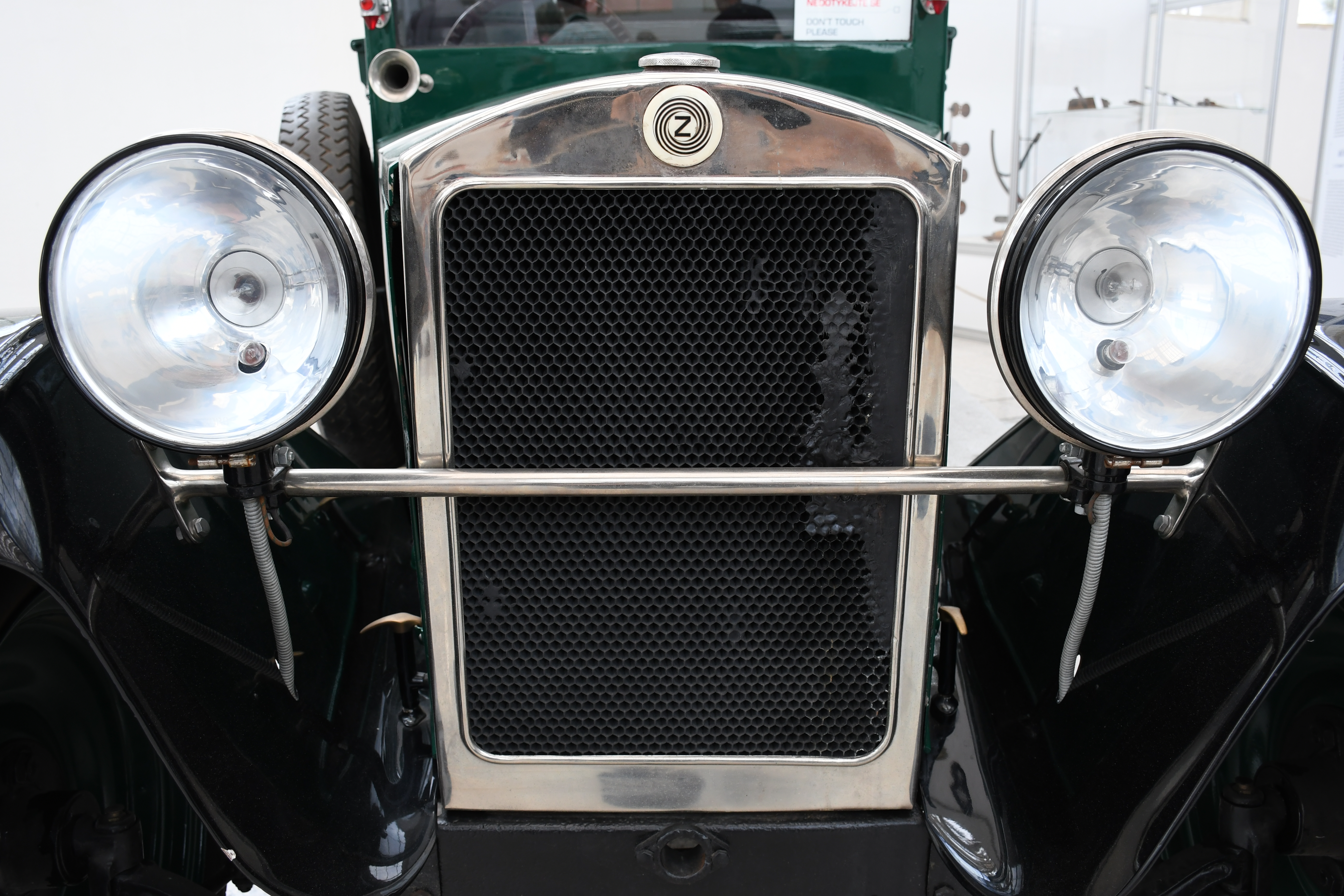
Atrapa chłodnicy Z18

W celu uniknięcia wypuszczenia kolejnego niedopracowanego samochodu, prototyp poddano wyczerpującym próbom. Kierowca fabryczny Karl Stohanzl od lipca 1925 roku przejechał nim 6000 km po Czechach, po czym we wrześniu wyruszył w rajd po Europie o długości 9000 km, odwiedzając tak odległe miejsca jak Neapol i Szczecin. Po poprawkach samochód został zaakceptowany do produkcji seryjnej, pod oznaczeniem 4/18 HP (od mocy silnika w HP). Wówczas też pojawił się umieszczany na chłodnicy znak fabryczny firmy Zbrojovka, w postaci litery „Z” w okręgu będącym stylizowanym wylotem gwintowanej lufy, stąd samochód zaczął być znany po prostu jako Z 18. Z 18 stał się pierwszym masowo produkowanym czechosłowackim samochodem z dwusuwowym silnikiem.
Konstrukcja samochodu była klasyczna, na ramie prostokątnej, z silnikiem umieszczonym z przodu, napędzającym tylne koła, oraz sztywnymi osiami zawieszonymi na podłużnych półeliptycznych resorach piórowych. Rozstaw osi wynosił 2650 mm, a rozstaw kół 1120 mm. Silnik był dwusuwowy, dwucylindrowy, chłodzony cieczą, o pojemności skokowej 1004 cm³, rozwijający moc 18 KM (13 kW) przy 2200 obr./min. Średnica cylindra wynosiła 80 mm, a skok tłoka 100 mm. Chłodzenie było cieczą, termosyfonowe, wspomagane wentylatorem. Skrzynia biegów była mechaniczna trzybiegowa. Napęd przenoszony był za pomocą wału napędowego na tylną oś, bez mechanizmu różnicowego. Samochód miał mechaniczne hamulce bębnowe tylko na tylne koła. W podstawowej wersji były koła tarczowe z oponami balonowymi o wymiarach 730 x 130. Silnik wyposażony był w rozrusznik elektryczny, a instalacja elektryczna miała napięcie 6 V. Prędkość maksymalna wynosiła 80 km/h, a średnie zużycie paliwa: 10-11 l/100 km.

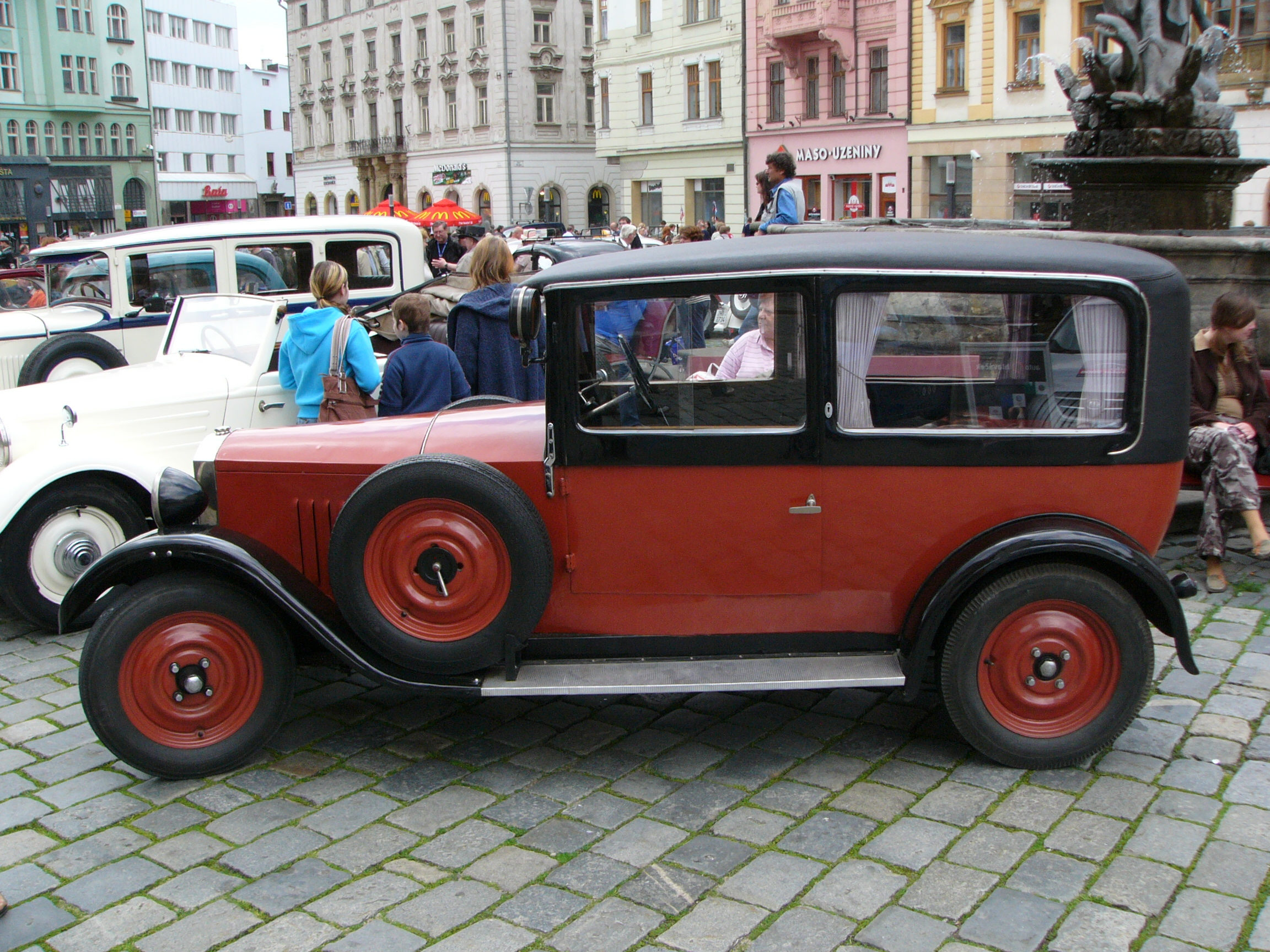
Z 18 torpedo ze sztywnym dachem

Nadwozia były z blachy na szkielecie drewnianym. W najtańszej wersji samochód miał czteroosobowe otwarte nadwozie torpedo, z podnoszonym dachem i zakładanymi boczkami z oknami celuloidowymi. W odmianie tej można było zamontować zamkniętą nadstawkę ze sztywnym dachem, pokrytym sztuczną skórą. Droższą wersją był zamknięty sedan, z odsuwanymi bocznymi oknami. Wyposażenie było dość ubogie. Obie odmiany fabryczne miały początkowo tylko pojedyncze drzwi po lewej stronie (kierownica była po prawej stronie), a lewy przedni fotel był składany w celu dostępu na tył. Najdroższą wersją był sportowy roadster, dwu- lub trzyosobowy, wyróżniający się lepszym wyposażeniem, w tym kołami szprychowymi Rudge-Whitworth. Później pojawiły się inne odmiany: 2- i 4-drzwiowe faetony (torpedo),  2- i 4-drzwiowe sedany i 4-drzwiowy landaulet. Budowano też wersje użytkowe w postaci lekkich ciężarówek skrzyniowych (pick-up) o ładowności od 500 do 800 kg i furgonów (karosowane głównie we współpracy z zakładem Plachý z Brna). Oprócz odmian fabrycznych istniały jeszcze samochody karosowane przez zewnętrzne firmy nadwoziowe.
Od 1927 roku w niewielkiej liczbie powstawał także zmodyfikowany samochód sportowy Z 18-Sport. W oparciu o komponenty Z 18 powstał także samochód wyścigowy ze skróconą ramą, specjalnym nadwoziem, hamulcami na cztery koła i mocowanym niżej zmodyfikowanym silnikiem dwusuwowym zaopatrzonym w rodzaj sprężarki dla podniesienia osiągów.

## Produkcja i eksploatacja

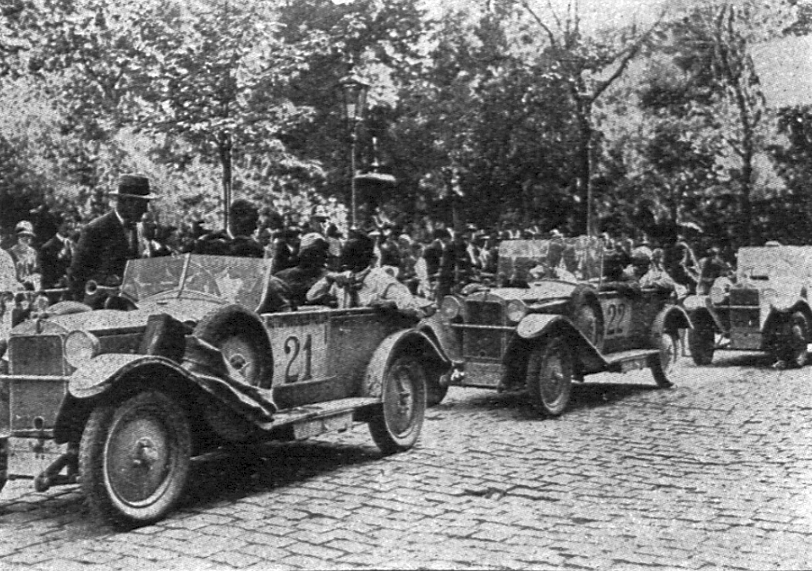
Zespół Z 18 podczas Rajdu Automobilklubu Polski w czerwcu 1929

Cena bazowa samochodu w wersji otwartej wynosiła 35 000 koron, sedana 40 500 koron, a roadstera  45 000 koron (równowartość 9–11,7 tys. zł). Samochody te były cenione za jakość wykonania, wiązaną z faktem, że były produkowane przez zakłady zbrojeniowe. Ogółem w latach 1926–1930 wyprodukowano 1600 samochodów osobowych Z 18 i 1000 ciężarowych. Bezpośrednim konkurentem czechosłowackim była Tatra 11, której cenę obniżono do poziomu Z 18. Następcą produkowanym od 1930 roku był bardziej dopracowany model tej samej wielkości: Z 9. Z 18 wyprzedawane były jednak w obniżonych cenach jeszcze do wiosny 1932 roku.
Samochody w wersji seryjnej i sportowej były też używane w sporcie samochodowym. Między innymi zespół fabryczny czterech Zetek wziął udział w VIII Rajdzie Międzynarodowym Automobilklubu Polski w czerwcu 1929 roku. Najlepszy kierowca „Flieger” zajął dopiero 13. miejsce w klasyfikacji generalnej, lecz w polskiej prasie oceniono je jako „wozy doskonale się sprawiające na drodze i szybkie zarówno na płaszczyźnie jak i na wzniesieniu” oraz solidnej budowy. W styczniu 1929 roku polski kierowca Kołaczkowski wystartował na Zetce z Warszawy w rajdzie do Monte Carlo, ale wycofał się we Francji z powodu gęstej mgły i zmęczenia; mimo to dojechał poza konkursem.

## Galeria

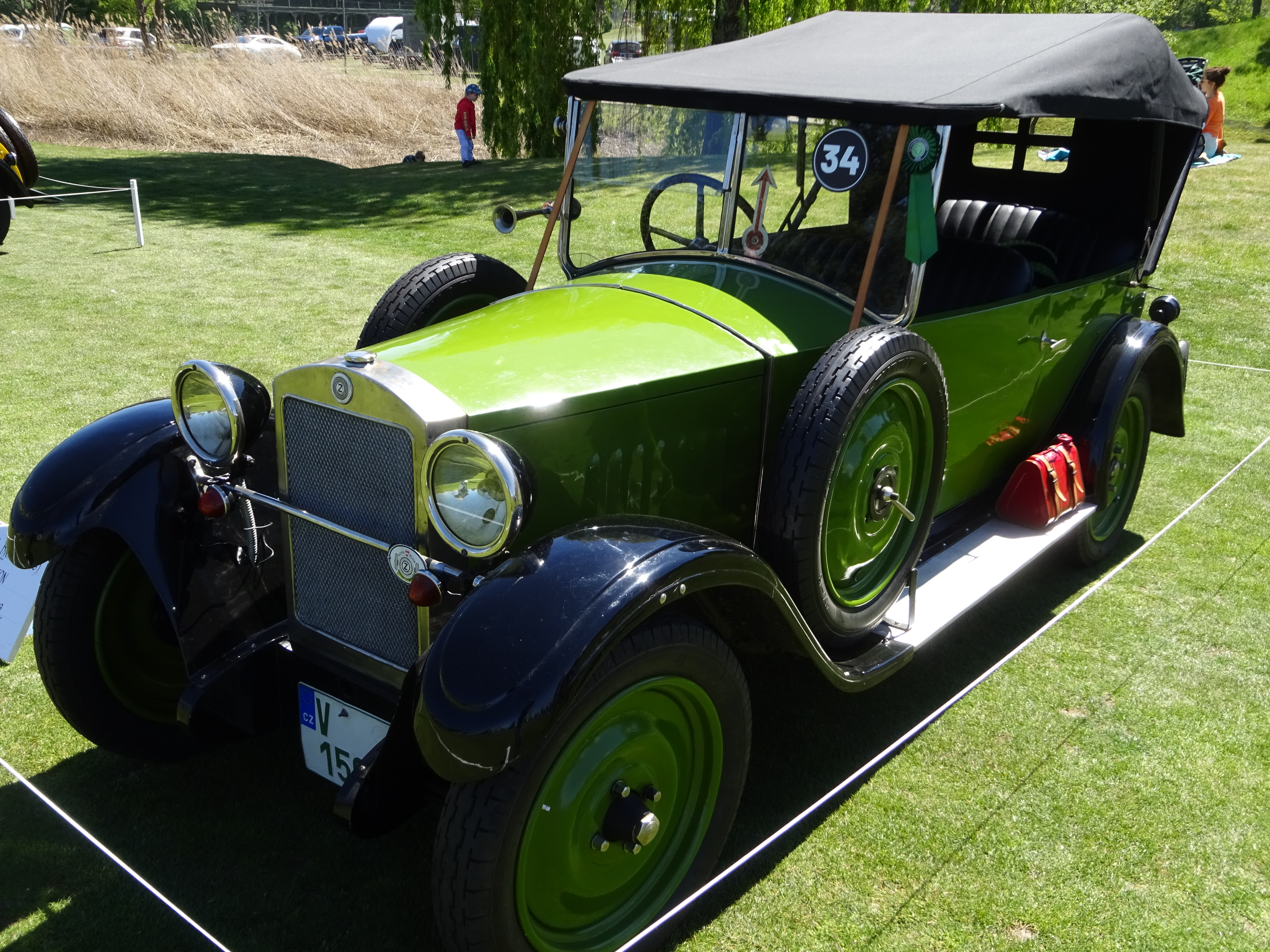
Z 18 torpedo
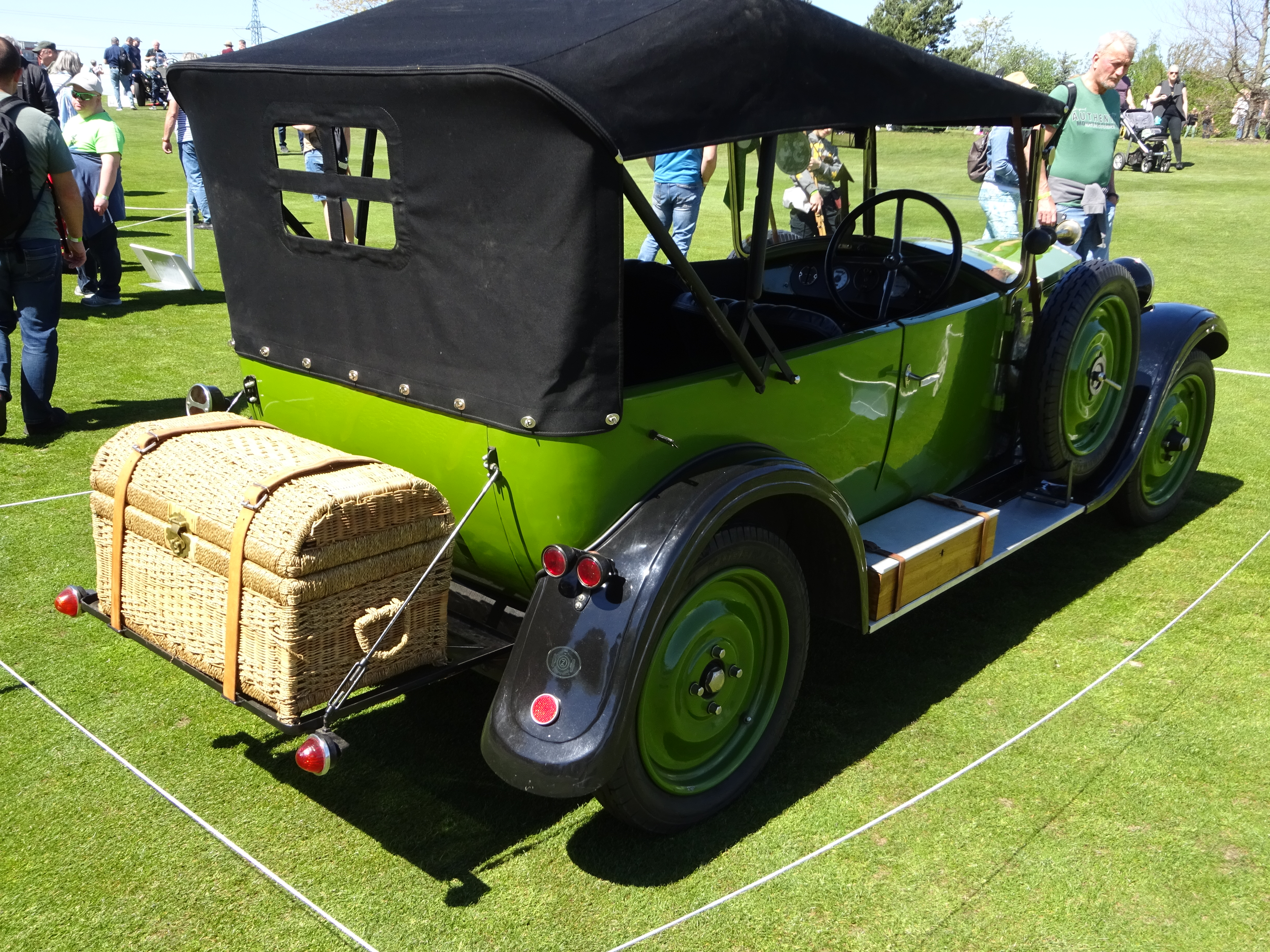
Z 18 torpedo od tyłu
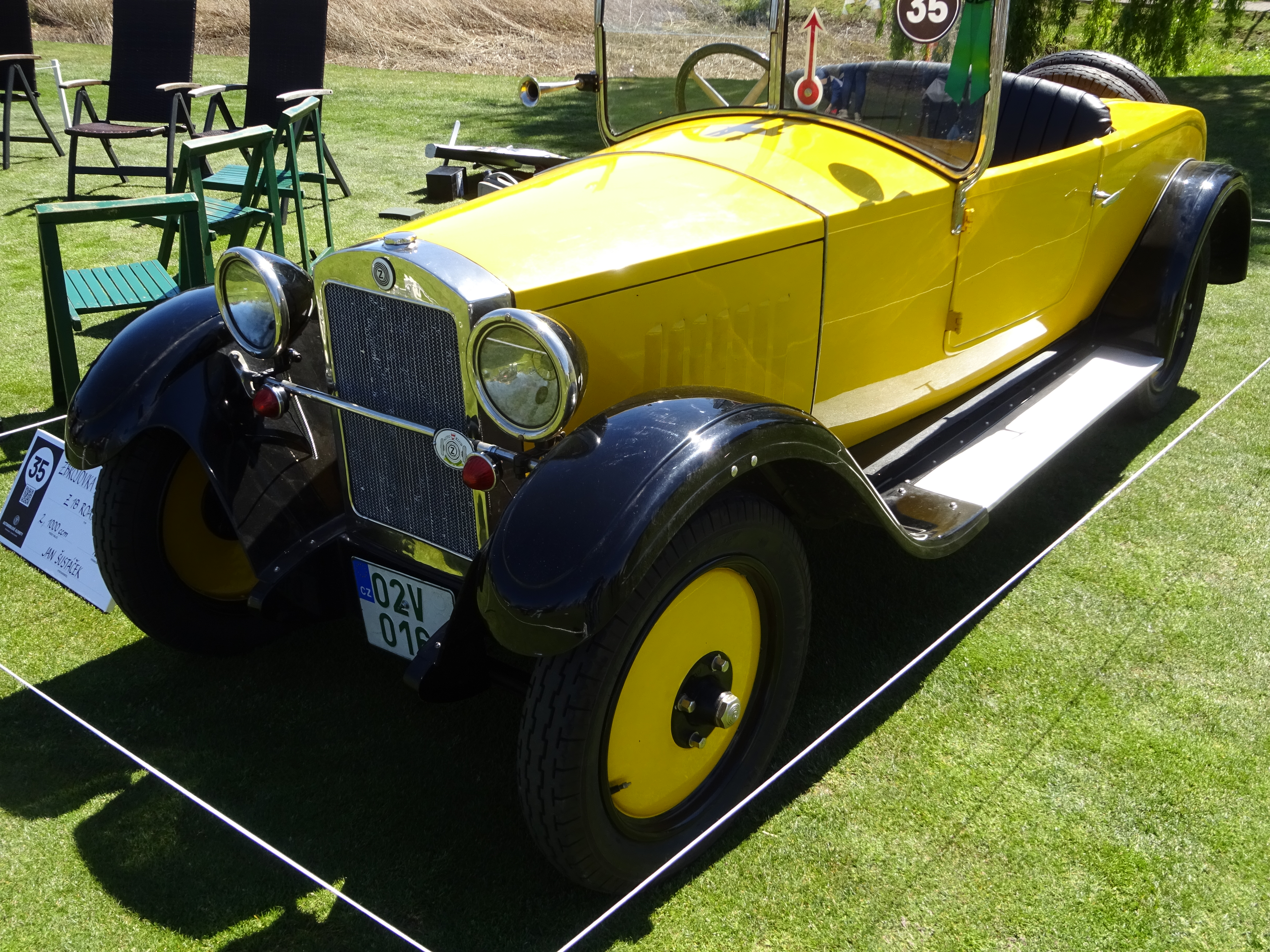
Z 18 roadster
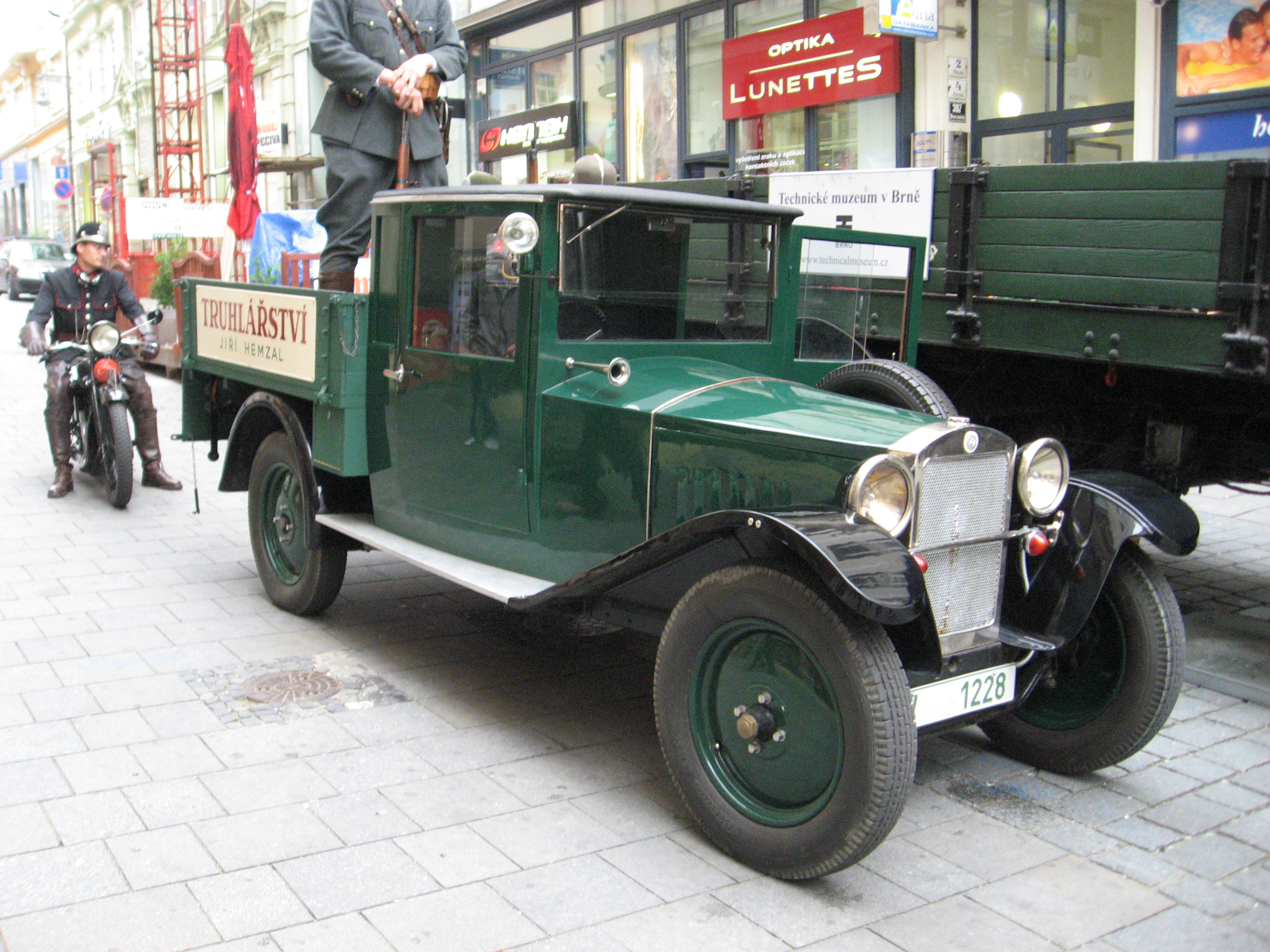
Z 18 ciężarówka